# Happy Anywhere
Happy Anywhere è un singolo del cantante statunitense Blake Shelton, pubblicato il 24 giugno 2020 in collaborazione con la cantautrice Gwen Stefani, primo estratto dal dodicesimo album in studio del cantante Body Language.

## Descrizione
Il brano, scritto da Ross Copperman, Josh Osborne, Matt Jenkins, racconta come una coppia può sempre ottenere la felicità indipendentemente dalle circostanze, il che può alludere all'implicazione della quarantena come risultato della pandemia di COVID-19 del 2019-2021. Shelton ha commentato: 
«Siamo stati tutti in quarantena e in isolamento, e speriamo di averlo fatto con qualcuno che amiamo davvero e ci piace stare in giro. Questo è quello che è successo con Gwen quest'estate - e per tutto l'anno».

## Successo commerciale
Il duetto è diventato il brano con l'esordio più alto di Shelton e Stefani sulle Billboard Hot 100, posizionandosi alla 56ª posizione, per arrivare alla 45 nelle settimane successive. Difatti le collaborazioni precedenti Go Ahead and Break My Heart  e Nobody but You debuttarono alla posizione 70 e 79, rispettivamente. Ha debuttato in cima alla classifica delle vendite di Country Digital Song Sales, diventando la seconda canzone numero uno della coppia dopo Nobody but You, e alla nona posizione della Hot Country Songs.

## Tracce
Testi e musiche di Ross Copperman, Josh Osborne e Matt Jenkins.
1. Blake Shelton – Happy Anywhere (feat. Gwen Stefani) – 2:50

## Video musicale
Il video musicale di Happy Anywhere è stato pubblicato sul canale YouTube di Blake Shelton il 24 luglio 2020.Il video è stato prodotto da Todd Stefani, il fratello minore di Gwen Stefani, ospite del ranch del cantautore in Oklahoma durante la pandemia COVID-19.

## Classifiche
| Classifica (2020)             | Posizione massima |
| ----------------------------- | ----------------- |
| Canada                        | 45                |
| Canada Country Song           | 2                 |
| Stati Uniti                   | 45                |
| Stati Uniti Hot Country Songs | 9                 |